# Thessera
Thessera ist eine brasilianische Progressive-Metal-Band aus Juiz de Fora, die im Jahr 2003 gegründet wurde.

## Geschichte
Die Band wurde Anfang 2003 gegründet und bestand aus Sänger Marcelo Quina, den Gitarristen Nando Costa und Raphael Lamim, Bassist Marcelo Mattos, Keyboarder Rodolfo Amaro und Schlagzeuger Fernando Cerutti. Im Mai 2006 veröffentlichte die Band ihr Debütalbum Fooled Eyes in Eigenveröffentlichung. Dadurch erreichte die Band einen Vertrag mit ProgRock Records, sodass das Album bei diesem Label weltweit veröffentlicht wurde. Nachdem die Band im Jahr 2007 eine Tour durch Europa abgehalten hatte, die auch einen Auftritt auf dem ProgPower Europe einschloss, begann die Band mit den Arbeiten zu ihrem zweiten Album.

## Stil
Die Band spielt progressiven Metal, wobei der Einsatz von Elementen aus Klassik, Fusion und Blues, sowie die Verwendung von brasilianischen Rhythmen charakteristisch ist.

## Diskografie
- 2006: Fooled Eyes (Album, ProgRock Records)